# Эстонский конституционный референдум (1992)
Референдум о новой конституции и законе о гражданстве состоялся в Эстонии 28 июня 1992 года. Избирателям было предложено утвердить новую конституции, составленную Конституционной ассамблеей и расширение избирательного права на всех граждан страны. Новая конституция была одобрена 91,9% избирателей, в то время как расширение избирательного права было отклонено 53,5% избирателей. Явка избирателей составила 66,8% для вопроса по конституции и 66,7% для вопроса о расширении избирательного права.

## Результаты голосования

### Голосование по конституции
| За или против                          | Голоса  | %    |
| -------------------------------------- | ------- | ---- |
| За                                     | 407,867 | 91.9 |
| Против                                 | 36,147  | 8.1  |
| Недействительные/испорченные бюллетени | 2,964   | –    |
| Сумма                                  | 446,708 | 100  |
| Количество избирателей/явка            | 669,080 | 66.8 |
| Source: Nohlen & Stöver                |         |      |

### Голосование по закону о гражданстве
| За или против                          | Голоса  | %    |
| -------------------------------------- | ------- | ---- |
| За                                     | 205,980 | 46.5 |
| Против                                 | 236,819 | 53.5 |
| Недействительные/испорченные бюллетени | 3,679   | –    |
| Сумма                                  | 446,478 | 100  |
| Количество избирателей/явка            | 669,080 | 66.7 |
| Source: Nohlen & Stöver                |         |      |